# Зона стиснення (геомеханіка)
Зона стиснення (подрібнення) (рос. зона сжатия (измельчения), англ. crushing zone, нім. Druckzone f) – зона в масиві гірських порід, яка утворюється в районі закладення заряду при вибуху під дією ударних хвиль та газів вибуху. В межах З.с. відбувається роздавлювання та сильне подрібнення породи з утворенням в місці розташування заряду порожнини певних розмірів. За межами зони подрібнення відбувається дроблення породи, розвиток тріщинуватості без зміни структури. Цю зону називають зоною розпушення або зоною тріщиноутворення. У віддаленіших від заряду ділянках масиву гірських порід відбувається тільки струс породи без її руйнування. Цю частину середовища називають зоною струсу, зоною сейсмічної дії вибуху.